# NGC 2439
NGC 2439 je otvoreni skup u zviježđu Krmi. 

## Vanjske poveznice
- SEDS: NGC 2439